# Квазиизометрия
Квазиизометрия — обобщение понятия изометрии на метрических пространствах, игнорирующая конечные отклонения, как абсолютные, так и относительные. 
Это понятие особенно важно в геометрической теории групп. Введено Михаилом Громовым.

## Определение
Отображение {\displaystyle f\colon X\to Y} (не обязательно непрерывное) отображение из одного метрического пространства в другое 
называется квазиизометрией если существуют константы {\displaystyle A\geq 1}, {\displaystyle B\geq 0} и {\displaystyle C\geq 0} такие, что следующие два свойства выполнены:
1. Для любых двух точек {\displaystyle x,x'\in X} выполняется
{\displaystyle {\tfrac {1}{A}}\cdot |x-x'|_{X}-B\leq |f(x)-f(x')|_{Y}\leq A\cdot |x-x'|_{X}+B.}
2. Для любой точк {\displaystyle y\in Y} найдётся точка {\displaystyle x\in X} такая, что
{\displaystyle |f(x)-y|_{Y}\leq C.}

### Связанные определения
- Отображение удовлетворяющее только первому условию называется квазиизометрическим вложением.

- Пространства между которыми существует квазиизометрия называются квазиизометрические.

## Применение в теории групп
Пусть {\displaystyle S} конечное порождающее множество группы {\displaystyle G}. 
Рассмотрим соответствующий граф Кэли. 
Этот граф превращается в метрическое пространство, если мы заявляем, что длина каждого ребра равен 1. 
Для другого порождающего множества {\displaystyle S'} эта конструкция даёт другое другое метрическое пространство, 
однако два полученных пространства квазиизометричны. 
Таким образом квазиизометрический класс этого пространства, является инвариантом группы {\displaystyle G}. 
То есть, не зависит от выбора порождающего множества.

### Свойства
- Любая группа квазиизометрична любой своей подгруппе конечного индекса.
- Любая группа квазиизометрична любой своей фактор-группе по конечной нормальной подгруппе.